# Kyselovice
Kyselovice (en allemand : Kislowitz, auparavant Kisselowitz) est une commune du district de Kroměříž, dans la région de Zlín, en Tchéquie. Sa population s'élevait à 497 habitants en 2025.

## Géographie
Kyselovice se trouve à 10 km au nord de Kroměříž, à 26 km au nord-ouest de Zlín et à 228 km au sud-est de Prague.
La commune est limitée par Vlkoš au nord, par Žalkovice et Břest, à l'est, par Chropyně au sud et à l'ouest.

## Histoire
La première mention écrite du village date de 1078.

## Transports
Par la route, Kyselovice se trouve à 12 km de Kroměříž, à 36 km de Zlín, à 70 km de Brno et à 276 km de Prague.